# 佐藤心結
佐藤 心結（さとう みゆ、2003年7月21日 ‐ ）は、日本の女子プロゴルファー。ダイヤモンド世代と呼ばれる学年に属する。ニトリ所属。神奈川県小田原市出身。

## 来歴

### アマチュア時代
祖父である義雄の影響で7歳からゴルフを始めた。
小田原市立桜井小学校在学中の2015年（小学校6年）に、「神奈川県ジュニアゴルフ選手権」小学生女子の部3位、「関東小学生ゴルフ大会」4位タイ、「PGM世界ジュニアゴルフ選手権」日本代表東日本3位の成績を収めた。
小田原市立城北中学校在学中の2018年（中学校3年）に、「神奈川県アマチュアゴルフ選手権」12〜14歳の部2位、「関東中学校ゴルフ選手権春季大会」4位タイとなった。
茨城県のゴルフ強豪校・明秀学園日立高等学校へ進学し、2019年（高校1年生）と2021年（高校3年生）に、「関東高等学校ゴルフ選手権」団体の部の2位に貢献し、個人戦では、2019年に、「関東高等学校ゴルフ選手権冬季大会」4位タイ、2021年に、「日本女子アマチュアゴルフ選手権競技」3位、「関東ジュニアゴルフ選手権」女子15〜17歳の部2位タイ、「ゴルフダイジェスト・ジャパン・ジュニアカップ」15〜17歳女子の部優勝、「日本ジュニアゴルフ選手権競技」女子15歳〜17歳の部4位タイの成績を挙げた。
JLPGAトーナメントにアマチュアとして2020年に参加した「ゴルフ5レディスプロゴルフトーナメント」（9月4日-6日）では、イーブンパーの67位タイでカットラインに2打及ばなかった。2021年に参加した「ゴルフ5レディスプロゴルフトーナメント」（9月3日-5日）では、+1の79位タイでカットラインに2打及ばなかった。また、最終予選会で26タイの成績で出場権を得た「日本女子オープンゴルフ選手権」（9月30日-10月3日）では、+5の76位タイで、またもカットラインに2打及ばなかった。しかし、「スタンレーレディスゴルフトーナメント」（静岡、10月8日-10日）では、最終日の3日目を首位タイで迎え、レギュレーションプレイ終了後に渋野日向子、ペ・ソンウ、木村彩子とともに-10で1位タイで並んでプレーオフへと突入し、1ホール目では木村が脱落し、2ホール目では3打目がピンに当たってカップから大きく離れる不運に見舞われてバーディを獲れず、渋野に優勝を譲り、ベストアマに甘んじた。同大会では、ドライビングディスタンス1位であった。
大会終了後のわずか2日後（10月12日-15日）から始まったプロテスト第2次予選（茨城）では、4位タイで通過し、最終予選（11月2日-5日）では、単独4位で一発合格を果たした。（94期生、2022年1月1日入会）

### プロ時代

#### 2021年
ファイナルQT（11月30日-12月3日）では、ダイヤモンド世代で最上位の11位の好成績を収め、プロ1年目のレギュラーツアーの1stリランキングまでの出場権を確実にした。

#### 2022年
2月にニトリの所属契約選手となったことが発表された。
プロ初戦の3月の「ダイキンオーキッドレディスゴルフトーナメント」（3月3日-6日）では、13位で船出を飾った。6月の「ニチレイレディス」（6月17日-19日）では、初日に自己ベストの64をマークして首位に立つも、最終的には5位終わった。このときの初日は、インスタートであったが、後半の9ホールでは、歴代3位タイとなる29ストロークを記録した。9月の「日本女子プロゴルフ選手権大会コニカミノルタ杯」（9月8日-11日）では、4位タイの成績を収めた。10月の「マスターズGCレディース」（10月20日-23日）では、最終日に65をマークして猛追したが、同期の川﨑春花に一打及ばず河本結とともに2位タイに終わった。12月の「2022JLPGA新人戦 加賀電子カップ」（12月8日-9日）では、6位タイの成績を収めた。
1stリランキングでは10位、2ndリランキングでは2位となり、プロ1年目からJLPGAでフル参戦できた。1年目は、37試合に出場し、トップ10フィニッシュが3回、メルセデスランキング29位、賞金ランキング26位で、初シード権を獲得した。

#### 2023年
シード権獲得を元にフルシーズン参戦し、5月の「リゾートトラストレディス」（5月25日-28日）では、優勝した山下美夢有に次ぐ単独2位に入った。「日本女子プロゴルフ選手権大会コニカミノルタ杯」では、8位に入った。
「全米女子オープン」日本地区最終予選会（5月29日、36ホール）で岩井明愛についで2位に入り出場権を獲得し、本選（7月6日-9日）では予選を通過し、11オーバー（75, 75, 78, 71）の53位タイで大会を終えた。
プロ2年目は、36試合に出場し、トップ10フィニッシュが4回、メルセデスランキング39位、賞金ランキング38位で、2年連続のシード権を死守した。

#### 2024年
開幕から不振が続いたが、台風による大雨で36ホールに短縮された「ゴルフ5レディスプロゴルフトーナメント」（8月30日 - 9月1日）では、3位タイに入った 。
10月第1週の「スタンレーレディスホンダゴルフトーナメント」（10月4日-6日）では、初日4位タイから2日目に首位タイに浮上し、最終日は河本結、尾関彩美悠と最終組で回り、前半で首位まで3打差まで落ちるも後半に4連続バーディーを奪うなど驚異の追い上げで逆転し、大会記録に並ぶ通算15アンダーで初優勝し、プレーオフで敗れた3年前のリベンジを果たした。
プロ3年目は、35試合に出場し、優勝が1回、トップ10フィニッシュが2回、メルセデスランキングが53位、賞金ランキングが33位で、次年度のレギュラーツアーの出場権を確保した。

### 2025年
「スタンレーレディスホンダゴルフトーナメント」の優勝で出場権を勝ち取ったわずか72人しか出場できない「ホンダLPGAタイランド」（2月20日-23日）は、LPGA出場2戦目であったが、４日間アンダーパーの安定したプレイを見せ、-7（70, 71, 70, 70）で30位タイに入った。
プロアマイベントの日に出現した熊のために、無観客の54ホールに競技短縮となった「明治安田レディスゴルフトーナメント」（7月10日-13日）のプレイ初日（7月11日）に、7連続を含む9バーディーノーボギーの自己記録の-9（63打）で首位タイに立った。２日目も69を記録して-12で首位タイを守り、最終日は、一時7人が首位に並ぶ混戦の中、16番ホールで-15で優勝した小祝さくらに1打差まで追い上げるが、17番でボギーを叩いて2打差になるも、18番で意地のバーディーを決めて2位タイまで浮上して終わった。

## 人物
- 両親の「多くの人と心で結ばれ、繋がれるように」との思いが込められている[51]
- 父、母、兄の4人家族[52]
- 血液型：B型[3]
- 7歳のときに祖父からクリスマスプレゼントでクラブをもらい、ゴルフを始める[53]
- 憧れの選手：畑岡奈紗、リディア・コ[53]
- 趣味：長風呂、音楽鑑賞、スポーツ観戦[51]
- 好きな色：青[3]
- 好物：冷し中華、ピーマン
- スポーツ歴：サッカー（小学校）、陸上競技の砲丸投げ（中学校）[51]
- 特技：遠投[53]
- 小学3年生から2022年まで三觜喜一に師事[51]
- 魔人フウの枕をラッキーアイテムとして持ち歩いている[54]

## テレビ出演
- 女子プロゴルファーへの道2021（スカイA、2021年12月31日）
- ジモト魂〜アスリートたちの原点〜#94（BS朝日、2023年7月22日）[55]
- ゴルフサバイバルトッププロ大集結SP2024（BS日テレ、2024年1月4日）[56]
- Weekly女子ゴルフ（テレビ東京、2024年12月15日）[57]
- ゴルフサバイバルトッププロ大集結SP2025（BS日テレ、2025年1月4日）[58]
- ゴルフONE ～賞金総取りバトル（BS-TBS、2025年3月2日、16日）[54]
- 佐藤心結プロの練習を覗いてみた（スカイA、2025年3月5日）[59]
- 蛍原徹の真剣ゴルフ部！ホトオープン（BS10、2025年3月30日、4月6日、13日）[60]
- 女子ゴルフペアマッチ選手権トッププロ対決SP（BS朝日、2025年4月7日、14日）[61]

## LPGA米メジャー出場

### 2023年
7月6日 - 9日（全米女子オープン、ペブルビーチ・ゴルフリンクス、パー72）
日本地区最終予選会で2位に入り出場権を獲得、T53、+11（75, 75, 78, 71）で終えた。
| 年度 | シェブロン選手権 | 全米女子オープン | 全米女子プロ選手権 | エビアン選手権 | 全英女子オープン |
| ---- | ---------------- | ---------------- | ------------------ | -------------- | ---------------- |
| 2023 | ー               | 53位タイ         | ー                 | ー             | ー               |
| 2024 | ー               | ー               | ー                 | ー             | ー               |

## トーナメント優勝

### ツアー優勝

#### JLPGAツアー（1）
| No. | Date          | Tournament                           | スコア              | 2位との差 | 2位（タイ）       |
| --- | ------------- | ------------------------------------ | ------------------- | --------- | ----------------- |
| 1   | 2024年10月6日 | スタンレーレディスゴルフトーナメント | −15（66-67-68=201） | 2打差     | 尾関彩美悠 河本結 |